# José Mariano de Campos
José Mariano de Campos (? — ?) foi um político brasileiro.
Foi presidente da província de Mato Grosso, de 5 a 24 de outubro de 1843.